# Beregovoye (Krasnodar)
Beregovoye (del ruso: Береговое) es un seló del ókrug urbano de Gelendzhik del krai de Krasnodar, en el sur de Rusia. Está situado en las vertientes meridionales del Gran Cáucaso, en la orilla izquierda del río Pshada, 32 km al sudeste de Gelendzhik y 84 km al suroeste de Krasnodar. Tenía 1 153 habitantes en 2010.
Pertenece al municipio Pshadski.

## Historia
Fue fundada como stanitsa Beregovaya en 1864, estatus que perdió en 1870.